# Анреп-Эльмпт, Иосиф Романович
Иосиф Романович Анреп, с 1853 г. граф Анреп-Эльмпт (Йозеф Карл; 1798—1860) — генерал от кавалерии, участник Кавказской войны, командующий 1-й гвардейской кавалерийской дивизией.

## Биография
Потомок древней остзейской дворянской фамилии Анрепов, владевшей в Лифляндии имением Керстенгоф. Родился в 1798 году в семье генерал-лейтенанта Романа Карловича Анрепа (1859—1807). Его брат Роман (ум. 1830) был генерал-майором.
Из камер-пажей Пажеского корпуса Анреп 28 февраля 1815 года поступил на действительную службу корнетом в Кавалергардский полк и оставался в рядах его до назначения в 1818 году адъютантом к генерал-адъютанту графу Дибичу.
Масон, посвящён в петербургской ложе «Соединённых друзей» в 1816 году; член-основатель петербургской ложи «Северных друзей».
6 января 1826 года Анреп произведён в полковники и назначен командиром Харьковского уланского полка, утверждён в занимаемой должности с 11 сентября.
С началом в 1828 году русско-турецкой войны Анреп, во главе полка, выступил в поход и с отличием участвовал 25 апреля при занятии Ясс, 16 июня в переправе через Дунай и с 9 июля по 16 августа в делах под Силистрией, где при вылазке турок из крепости был ранен пулями в грудь и левую руку. За действия под Силистрией Анреп был награждён орденом св. Анны 2-й степепени с алмазными украшениями.
По излечении ран, он снова вернулся к действующей армии, а 5 мая 1829 года участвовал при вторичном обложении Силистрии, 15 мая — в перестрелке у Подешвы, 17 мая — при занятии Разграда, а 29 мая — в сражении с анатолийской кавалерией при Янибазаре, где двухтысячный отряд турок был совершенно уничтожен Харьковским и Санкт-Петербургским полками. Переправившись в тот же день, с авангардом барона Крейца, через Буланлык, Анреп находился в деле 30 мая под Шумлою, с 11 по 18 июня — при блокаде Силистрии и 4 июля перешёл с полком через Балканы.
7 июля он содействовал войскам генерала Рота в поражении неприятельской кавалерии и взятии приступом укрепленного лагеря Ибрагима-паши при Дервиш-Джеване, 10 — в разбитии наголову у реки Инжакиой турецкого корпуса сераскира Абдурахмана-паши и находился в сражениях двух последующих дней при Месемврии, Ахиоле и Бургасе. 28 июля, вместе с генералом Раевским, Анреп захватил турецкий лагерь Османа-паши в деревне Балахор и, три дня спустя, с особенным отличием содействовал поражению сераскира Гамиль-паши у Сливно и овладению городом. В последнем сражении он с двумя эскадронами Харьковского уланского полка взял приступом два редута с 4 орудиями, за что 28 января 1830 года был награждён орденом св. Георгия 4-й степени (№ 4396 по кавалерскому списку Григоровича — Степанова).
По окончании военных действий, Анреп, получив за турецкую кампанию, кроме перечисленных знаков отличия, золотую саблю с надписью «За храбрость» (22 сентября 1829 года) и орден св. Владимира 3-й степени, возвратился с полком в Россию.
В 1831 году Анреп снова выступил на боевом поприще, приняв участие в усмирении польских повстанцев. Командуя отдельным отрядом, он находился 13 февраля в генеральном сражении на Гроховских полях, а с 24 февраля самостоятельно оперировал в окрестностях крепости Замостье, когда за отличие, 11 марта, был произведён в генерал-майоры и назначен командиром 1-й бригады 2-й драгунской дивизии.
С 4 по 7 апреля, в отряде барона Крейца, Анреп участвовал в делах при Бабино и Вронове против польских войск Сераковского, 27 и 28 апреля — в сражении в Фирлейском лесу и разбитии при Любартове корпуса Хшановского, а 11 июля — в деле при Рационже, закончившемся отбитием всех нападений кавалерийской дивизии Турно на русский отряд Герштенцвейга. Получив 13 сентября за последнее дело золотую саблю, украшенную алмазами и с надписью «За храбрость» Анреп, 18 июля, переправился через Вислу при Осеке и 22-го — нанес сильное поражение неприятелю при Коло.
В августе он присоединился к главной армии и с нею участвовал 25 августа в сражении и взятии приступом Воли и передовых варшавских укреплений, а на другой день в штурме Варшавы, за что был награждён орденом св. Анны 1-й степени. Командуя, вслед за тем, авангардом отряда графа Палена, Анреп преследовал остатки польских войск вплоть до прусской границы.
По расстроенному здоровью и для излечения ран, Анреп был уволен в отставку, но через четыре года, 14 июля 1839 года, снова определён на службу, с назначением состоять при Отдельном Кавказском корпусе. В ноябре месяце того же года Анреп на должности управляющего Джаробелоканской областью и командующего Лезгинской кордонной линией, а 6 февраля 1841 года был назначен исправляющим должность начальника Черноморской береговой линии и год спустя утвержден в последней должности.
Занимая должности начальника Джаробелоканской области и Лезгинской кордонной линии, Анреп не удовольствовался охранением Грузии от вторжения в неё лезгин, но предпринял покорение враждебных лезгинских обществ. Он желал, однако, сделать это не силой оружия, а проповедью мира и гражданственности, и с разрешения государя, имея при себе лишь адъютанта, переводчика и человек 10 конвоя из мирных горцев, бесстрашно проехал по неприятельскому краю, но успеха не имел, хотя своим мужественным и благородным поведением и речами произвел на население сильное впечатление. Когда какой-то лезгин почти в упор выстрелил в Анрепа, чудом уцелевшего, и был затем схвачен конвойными, Анреп его простил и велел отпустить, что сейчас же стало известно по всей стране. Навстречу Анрепу был выслан уважаемый лезгинами старик, чтобы узнать, чего он хочет. «Хочу сделать вас людьми, — отвечал ему Анреп, — чтобы вы веровали в Бога и не жили подобно волкам». — «Что же, ты хочешь нас сделать христианами?» — спросил тогда лезгин. «Нет, оставайтесь магометанами, но только не по имени, а исполняйте учение вашей веры». Все это было так необычно для лезгина в устах русского генерала, что он счёл Анрепа сумасшедшим. Г. И. Филипсон, хорошо знавший Кавказ того времени, полагает, что это мнение лезгина и спасло Анрепа от верной гибели; объясняет же он эту затею Анрепа «восторженностью» его души, вследствие чего «воображение уносило его часто за пределы действительности».
1 июня 1842 года он был назначен генерал-адъютантом, с оставлением и должности, а 14 ноября того же года удостоился получить Всемилостивейший рескрипт, с изъявлением Высочайшего «благоволения и признательности за благоразумное и вполне успешное приведение к окончанию устройства двух новых укреплений на левом берегу Кубани и за усмотренное из действий собранного для сих предприятий отряда, что, достигая с твердостью предназначенной цели, преимущественно употреблены были в сем случае меры кротости и миролюбивых сношений с горскими племенами и тем самым положено доброе начало к совершенному их покорению». 6 декабря 1844 года Анреп получил чин генерал-лейтенанта.
В 1849 году Анреп был назначен начальствовать выступившими к границе Венгрии резервными войсками и закончил своё участие в Венгерской кампании принятием сложивших оружие венгерских корпусов и надзором за ними до передачи австрийскому правительству. 21 апреля 1848 года Анрепу был пожалован орден Белого Орла, а 31 августа 1849 года — орден св. Александра Невского.
22 февраля 1850 года последовало его назначение на должность командующего 1-й легкой гвардейской кавалерийской дивизией. С началом Крымской кампании граф Анреп-Эльмпт, вступил в командование Мало-Валахским отрядом, в 1853 принимал участие в сражение при Четати, но вскоре был отчислен в Свиту Е. И.В. Свидетель сражения при Четати генерал П. К. Меньков характеризовал действия Анрепа следующим образом:
Немецкий граф затеял справлять русский праздник Рождества Христова. Для этого он нарядил церковный парад. В 8 часов утра в Быйлешти услышали первый выстрел, раздавшийся в Четати. Праздничный граф Анреп забыл данную им накануне диспозицию и, приняв поздравление от валахской сволочи, пошел творить церковный парад. Несмотря на все представления идти навстречу неприятелю, на выручку своих, — Анреп пошел в церковь! <…> «Наших бьют, а мы молимся, как старые бабы, вместо того чтобы выручать своих! Нехорошо, братцы, — говорили между собою солдаты, — бог не простит нам этого!» Солдат возмутило в этот день не только то, что, имея полную возможность, Анреп часами медлил и не подавал помощи погибавшему полку, но и другое очевиднейшее обстоятельство: выступив к полю битвы лишь около двух часов дня, Анреп со свежими силами ровно ничего не сделал, чтобы превратить это Четатское дело в блестящую победу, которая имела бы огромные последствия.
Продолжая службу в Свите, он 17 августа 1858 года был пожалован алмазными знаками к ордену св. Александра Невского и 17 апреля 1860 года произведён в генералы от кавалерии. Умер 28 июня 1860 года, из списков исключён 23 июля.

## Характеристика
Г. И. Филипсон, хорошо знавший Анрепа по службе на Черноморской береговой линии, так описывает его личность и характер:
«Анреп был рыцарем, но не плачевнаго образа. Высокий ростом, прекрасно сложенный, с чертами лица приятными и выразительными, он имел манеры изящныя, держал себя благородно и независимо. В его выражении было всегда что-то восторженное… Во всех делах он прежде всего привязывался к мелочам, из-за которых ему не всегда видна была самая важная сторона дела. Он был честен и храбр, опасность для него не существовала… Я сказал бы, что он был и справедлив, если бы он не был пристрастен к Немцам. Вообще он был Остзейский рыцарь до мозга костей»
Высокую оценку дал ему Д. В. Давыдов: «…он отлично-усердною службой своей оправдал мое о нём мнение, а возвышенностью чувств, воинственною и какою-то рыцарскою осанкою, представил мне ближайшее сходство с тем идеалом истинно военного человека, который столь давно мерещился моему воображению».
В. С. Толстой пишет о нём негативно: «Не иносказательно, а истинно был помешанный, корчивший Героя храбрости и честности до исступления; в действительности же совершенно ни к чему не способный, внушаемый какими-то фантастическими идеалами, в особенности в военном отношении, он в Турецкой войне пятидесятых годов на линии Дуная практически доказал свою совершенную неспособность и ничтожество. (….) Сам по себе Анреп был добрый человек, не способный сознательно делать зло и бесчестной поступок, но как пустая помешанная личность, окружающие его вводили в самые неблаговидные поступки».
Филипсон также говорит о некой неуравновешенности Иосифа: «Вообще воображение уносило его часто за пределы действительности. Оставаясь один, он нередко видел то, чего перед ним не было, вел разговор вслух и произносил целые монологи с живой жестикуляцией». Князь А. М. Дондуков-Корсаков, говоря о вышеупомянутом путешествии Иосифа Анрепа к лезгинам, называет его «восторженный полусумасшедший человек». Известно, что брат Иосифа генерал-майор Роман Романович Анреп страдал умопомешательством, от которого погиб в 1830 году. Иногда Романа и Иосифа в источниках путают.

## Семья

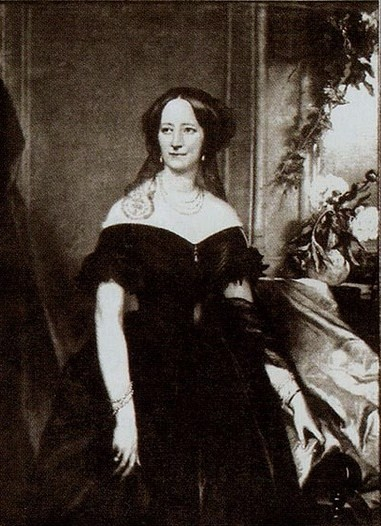
Графиня Цецилия Эльмпт

Жена (с 28.10.1832) — графиня Цецилия-Филиппина Эльмпт (11.02.1812—05.09.1892), фрейлина двора, дочь генерал-лейтенанта графа Филиппа Ивановича Эльмпта и жены его Анны Ивановны фон Барановой. По словам Г. И. Филипсона:
Мадам Анреп была очень умной, великосветской дамой. При дворе и в петербургской аристократии у неё было много коротких связей, через которые она много раз умела выручать своего мужа из неловких положений. Вообще она имела на него большое, но не дурное влияние. Между супругами была дружба и полная гармония. Дети у них были прекрасными, мать их очень хорошо вела, хотя не всех любила одинаково. Жили они прилично, но не расчетливо и совершенно по-немецки.
Их сын Роман (Рейнгольд) (1834—1888) был известным писателем-путешественником, две дочери — Мария (1843) и Цецелия (1847) замужем за баронами Кейзерлинг; старшая Александра (1838) — за Будбергом.
В связи с пресечением древнего рода Эльмптов 25 мая 1853 года генерал И. Р. Анреп принял, с Высочайшего соизволения, титул и герб графа Эльмпта, пожалованные деду его жены, генерал-фельдмаршалу И. К. Эльмпту.